# 塔什涅
46°54′35″N 31°7′5″E / 46.90972°N 31.11806°E
塔什涅（烏克蘭語：Ташине），是烏克蘭南部的村莊，隸屬尼古拉耶夫州的尼古拉耶夫區。該村面積1.52平方公里，海拔高度24米，2001年人口467，人口密度每平方公里307.2人。